# Nati nel 1984/Giugno
| Questa pagina contiene informazioni ricavate automaticamente dalle voci biografiche con l'ausilio del template Bio e di un bot. L'aggiornamento è periodico e automatico e ricostruisce completamente la pagina. Se manca una persona in questa lista, sei pregato di non aggiungerla, ma accertati piuttosto che la sua voce biografica contenga il template Bio e che i dati anagrafici siano correttamente compilati. Se il template Bio manca, inseriscilo tu stesso o, in alternativa, metti l'avviso {{tmp\|Bio}} che ne segnala la mancanza. Se i dati riportati sono sbagliati, correggi direttamente la voce biografica; le modifiche saranno visibili in questa lista entro pochi giorni. Per chiarimenti vedi il progetto biografie. La lista contiene solo le 418 persone che sono citate nell'enciclopedia e per le quali è stato implementato correttamente il template Bio. Pagina aggiornata al 18 ago 2025. |

- 1º giugno - Jean Beausejour, ex calciatore cileno
- 1º giugno - Jean-Claude Bozga, ex calciatore rumeno
- 1º giugno - Patrick Bussler, ex snowboarder tedesco
- 1º giugno - Nathan Coe, ex calciatore australiano
- 1º giugno - Jeffrey Frisch, ex sciatore alpino italiano
- 1º giugno - Nikki Glaser, comica, attrice e conduttrice radiofonica statunitense
- 1º giugno - Taylor Handley, attore statunitense
- 1º giugno - Takuya Izawa, pilota automobilistico giapponese
- 1º giugno - Timur Kurilkin, generale russo
- 1º giugno - Darko Lukanović, ex calciatore svedese
- 1º giugno - Ulrick Lupède, ex calciatore francese
- 1º giugno - Petr Malý, ex calciatore ceco
- 1º giugno - Naidangiin Tüvshinbayar, judoka mongolo
- 1º giugno - David Neville, velocista statunitense
- 1º giugno - Jorge Antonio Ortiz, ex calciatore boliviano
- 1º giugno - Rodrigo Riquelme, ex calciatore paraguaiano
- 1º giugno - Frank Robinson, ex cestista statunitense
- 1º giugno - Stéphane Sessègnon, ex calciatore beninese
- 1º giugno - Ygor, ex calciatore brasiliano
- 2 giugno - Ihor Borysyk, ex nuotatore ucraino
- 2 giugno - Kevin Duhaney, attore e doppiatore canadese
- 2 giugno - Tyler Farrar, ex ciclista su strada statunitense
- 2 giugno - Paulius Grybauskas, ex calciatore lituano
- 2 giugno - Mile Ilić, ex cestista serbo
- 2 giugno - Reid Klopp, calciatore americo-verginiano
- 2 giugno - Erika Villaécija, ex nuotatrice spagnola
- 3 giugno - Faneva Imà Andriatsima, ex calciatore malgascio
- 3 giugno - Félix di Lussemburgo, principe lussemburghese
- 3 giugno - Jean-Jacques Mandrichi, ex calciatore francese
- 3 giugno - Manuel Monni, pilota motociclistico italiano
- 3 giugno - Alessandro Polita, pilota motociclistico italiano
- 3 giugno - Todd Reid, tennista australiano († 2018)
- 3 giugno - Edmore Sibanda, ex calciatore zimbabwese
- 3 giugno - Angelo Tsagarakis, ex cestista francese
- 3 giugno - Mario Vega, ex calciatore argentino
- 3 giugno - Kyōko Yano, ex calciatrice giapponese
- 4 giugno - Henri Bedimo, ex calciatore e allenatore di calcio camerunese
- 4 giugno - Milko Bjelica, cestista montenegrino
- 4 giugno - Kevin Johnson, cestista statunitense
- 4 giugno - Jenaveve Jolie, ex attrice pornografica statunitense
- 4 giugno - Rosario Luchetti, hockeista su prato argentina
- 4 giugno - Roberto Moliterni, scrittore e sceneggiatore italiano
- 4 giugno - Jillian Murray, attrice statunitense
- 4 giugno - Machač Murtazaliev, ex lottatore russo
- 4 giugno - Mosaab Omar, calciatore sudanese
- 4 giugno - Hernán Pellerano, ex calciatore argentino
- 4 giugno - RAF Camora, rapper austriaco
- 4 giugno - Xia Jia, scrittrice cinese
- 4 giugno - Rainie Yang, cantante, attrice e conduttrice televisiva taiwanese
- 4 giugno - Paweł Zawistowski, calciatore polacco
- 5 giugno - Robert Barbieri, ex rugbista a 15 canadese
- 5 giugno - Edin Bavčić, ex cestista bosniaco
- 5 giugno - Trond Erik Bertelsen, ex calciatore norvegese
- 5 giugno - Radoš Bulatović, ex calciatore serbo
- 5 giugno - Robinson Chirinos, giocatore di baseball venezuelano
- 5 giugno - Petra Divišová, ex calciatrice e ex giocatrice di calcio a 5 ceca
- 5 giugno - Deni Fiorentini, pallanuotista croato
- 5 giugno - Saurav Gurjar, wrestler e attore indiano
- 5 giugno - Mike Hall, ex cestista statunitense
- 5 giugno - Iris van Herpen, stilista olandese
- 5 giugno - Igorrr, musicista e compositore francese
- 5 giugno - Jakub Klepiš, hockeista su ghiaccio ceco
- 5 giugno - Konstantin Korneev, hockeista su ghiaccio russo
- 5 giugno - Hiromi Matsunaga, giocatrice di bowling giapponese
- 5 giugno - Antonia Prebble, attrice neozelandese
- 5 giugno - Johann Ramaré, allenatore di calcio e ex calciatore francese
- 5 giugno - Simon Rich, sceneggiatore e scrittore statunitense
- 5 giugno - Yoshie Sakurada, cestista giapponese
- 5 giugno - Mark Wilson, allenatore di calcio e ex calciatore scozzese
- 6 giugno - Joe Cohen, giocatore di football americano statunitense
- 6 giugno - Igor Cukrov, cantante croato
- 6 giugno - Elton Grami, ex calciatore albanese
- 6 giugno - Preston Griffall, ex slittinista statunitense
- 6 giugno - Roman Hubník, ex calciatore ceco
- 6 giugno - Eduardo Jumisse, ex calciatore mozambicano
- 6 giugno - Miguel Marriaga, cestista venezuelano
- 6 giugno - ByeAlex, cantante ungherese
- 6 giugno - Juan Carlos Rojas Guerra, ex calciatore messicano
- 6 giugno - Alexander Sánchez, ex calciatore peruviano
- 6 giugno - Christian Schwegler, ex calciatore svizzero
- 7 giugno - Adnan Ahmed, ex calciatore pakistano
- 7 giugno - Enrico Maria Artale, regista e sceneggiatore italiano
- 7 giugno - Teafore Bennett, calciatore giamaicano
- 7 giugno - Pierre Cazaux, ex ciclista su strada francese
- 7 giugno - Tony Donatelli, calciatore statunitense
- 7 giugno - Francesco Faia Pappalardo, rugbista a 15 e allenatore di rugby a 15 italiano
- 7 giugno - Papa Gueye, ex calciatore senegalese
- 7 giugno - Regina Jaquess, sciatrice nautica statunitense
- 7 giugno - Ari Koivunen, cantante finlandese
- 7 giugno - Manuel Marani, ex calciatore sammarinese
- 7 giugno - Jason Morrison, ex calciatore giamaicano
- 7 giugno - Rodrigo Hardy Araújo, giocatore di calcio a 5 brasiliano
- 7 giugno - Marcel Schäfer, dirigente sportivo e ex calciatore tedesco
- 7 giugno - Ylli Shameti, allenatore di calcio e ex calciatore albanese
- 7 giugno - Cédric Sorhaindo, pallamanista francese
- 8 giugno - Hannes Brenner, ex sciatore alpino austriaco
- 8 giugno - Andrea Casiraghi, nobile monegasco
- 8 giugno - Tim Clancy, allenatore di calcio e ex calciatore irlandese
- 8 giugno - Torrey DeVitto, attrice e modella statunitense
- 8 giugno - Claudia Durastanti, scrittrice e traduttrice italiana
- 8 giugno - Javier Mascherano, allenatore di calcio e ex calciatore argentino
- 8 giugno - Josh Mitchell, ex calciatore australiano
- 8 giugno - Mattia Olivieri, baritono italiano
- 8 giugno - Maximiliano Pereira, ex calciatore uruguaiano
- 8 giugno - Nina Reithmayer, ex slittinista austriaca
- 8 giugno - Barbara Turner, ex cestista e allenatrice di pallacanestro statunitense
- 8 giugno - Michele Villetti, batterista e musicista italiano
- 9 giugno - Ismail Sulaiman Al Ajmi, calciatore omanita
- 9 giugno - Rafał Boguski, calciatore polacco
- 9 giugno - Yuli Gurriel, giocatore di baseball cubano
- 9 giugno - Ismail Kouchame, calciatore marocchino
- 9 giugno - Hannah Macleod, hockeista su prato britannica
- 9 giugno - Ondřej Moravec, ex biatleta ceco
- 9 giugno - Adriano Pellegrino, calciatore australiano
- 9 giugno - Rosa Pompanin, giocatrice di curling italiana
- 9 giugno - Alex Rasmussen, ex pistard e ciclista su strada danese
- 9 giugno - Masoud Shojaei, ex calciatore e attivista iraniano
- 9 giugno - Anastasia Silveri, modella russa
- 9 giugno - Samuele Simoncini, tenore italiano
- 9 giugno - Wesley Sneijder, ex calciatore olandese
- 9 giugno - Orlando Urbano, dirigente sportivo e ex calciatore italiano
- 9 giugno - Ralf de Souza Teles, calciatore brasiliano
- 10 giugno - Khader Yousef Abu Hammad, calciatore palestinese
- 10 giugno - Amir Amini, ex cestista iraniano
- 10 giugno - Nicky Bailey, ex calciatore inglese
- 10 giugno - Tim Blue, cestista statunitense
- 10 giugno - Brian Callahan, allenatore di football americano statunitense
- 10 giugno - Michael Guevara, calciatore peruviano
- 10 giugno - Antimo Iunco, allenatore di calcio e ex calciatore italiano
- 10 giugno - Oliver Korn, hockeista su prato tedesco
- 10 giugno - Dean Leacock, ex calciatore inglese
- 10 giugno - Jassim Mohammed, calciatore iracheno
- 10 giugno - Elisa Muri, ex pallavolista italiana
- 10 giugno - Anthoula Mylonaki, pallanuotista greca
- 10 giugno - Ivan Radenović, ex cestista serbo
- 10 giugno - Dirk Van Tichelt, judoka belga
- 10 giugno - Nikolaj Čub, cosmonauta russo
- 11 giugno - Yorman Bazardo, giocatore di baseball venezuelano
- 11 giugno - Hendry Córdoba, ex calciatore honduregno
- 11 giugno - Lauren Cuthbertson, ballerina britannica
- 11 giugno - Alan Gasperoni, giornalista e dirigente sportivo sammarinese
- 11 giugno - Gary Hunt, tuffatore britannico
- 11 giugno - Mlađan Janović, ex pallanuotista montenegrino
- 11 giugno - Štěpán Kučera, calciatore ceco
- 11 giugno - Manōlīs Liapakīs, ex calciatore greco
- 11 giugno - Nenad Mišanović, cestista serbo
- 11 giugno - Márcio Rodrigues Araújo, ex calciatore brasiliano
- 11 giugno - Vágner Love, calciatore brasiliano
- 12 giugno - Chiara Appendino, politica e dirigente sportiva italiana
- 12 giugno - Marco Bandiera, ex ciclista su strada italiano
- 12 giugno - Michal Barinka, hockeista su ghiaccio ceco
- 12 giugno - Bruno Soriano, ex calciatore spagnolo
- 12 giugno - Krysta Carter, attrice canadese
- 12 giugno - Lindsey Harding, ex cestista e allenatrice di pallacanestro statunitense
- 12 giugno - James Kwalia, mezzofondista keniota
- 12 giugno - Luo Xiaojuan, schermitrice cinese
- 12 giugno - Éric Marester, ex calciatore francese
- 12 giugno - Windsor Noncent, ex calciatore francese
- 12 giugno - Antonella Russo, italiana († 2007)
- 12 giugno - Tracy Stalls, ex pallavolista statunitense
- 12 giugno - Giōrgos Vasileiou, ex calciatore cipriota
- 12 giugno - Davide Viganò, ciclista su strada e pistard italiano
- 13 giugno - Petr Bolek, calciatore ceco
- 13 giugno - Nery Castillo, ex calciatore messicano
- 13 giugno - Erin Grant, ex cestista e allenatrice di pallacanestro statunitense
- 13 giugno - Kaori Ichō, lottatrice giapponese
- 13 giugno - Tamara James, ex cestista e politica statunitense
- 13 giugno - Giacomo Montanari, divulgatore scientifico italiano
- 13 giugno - Antje Möldner-Schmidt, siepista e mezzofondista tedesca
- 13 giugno - Bérengère Schuh, arciera francese
- 13 giugno - Phillip Van Dyke, attore statunitense
- 13 giugno - Lisa Willis, ex cestista e allenatrice di pallacanestro statunitense
- 13 giugno - Joyce da Silva, pallavolista brasiliana
- 14 giugno - Filippo Maria Battaglia, giornalista e saggista italiano
- 14 giugno - Gilles Cioni, ex calciatore francese
- 14 giugno - Siobhán Donaghy, cantante britannica
- 14 giugno - Cielo Latini, scrittrice argentina
- 14 giugno - Amara, cantautrice italiana
- 14 giugno - Jurij Prilukov, ex nuotatore russo
- 14 giugno - Mathias Ranégie, ex calciatore svedese
- 14 giugno - Matías Sandes, cestista argentino
- 14 giugno - Zuzana Smatanová, cantante slovacca
- 14 giugno - Rocky Trice, ex cestista statunitense
- 14 giugno - Saul Weigopwa, velocista nigeriano
- 15 giugno - Federico Azcárate, ex calciatore argentino
- 15 giugno - Amber Coffman, cantante e musicista statunitense
- 15 giugno - Adrián Cordero Vega, arbitro di calcio spagnolo
- 15 giugno - İbrahim Dağaşan, allenatore di calcio e ex calciatore turco
- 15 giugno - Musa El-Tayeb, calciatore sudanese
- 15 giugno - Héctor Font, ex calciatore spagnolo
- 15 giugno - Rabea Grand, ex sciatrice alpina svizzera
- 15 giugno - Eva Hrdinová, ex tennista ceca
- 15 giugno - Tim Lincecum, giocatore di baseball statunitense
- 15 giugno - Elena Murzina, ex ginnasta russa
- 15 giugno - Ray Santiago, attore statunitense
- 15 giugno - Pablo Santos, tennista spagnolo
- 15 giugno - Luca Scardoni, hockeista su ghiaccio italiano
- 15 giugno - Sanna Talonen, ex calciatrice finlandese
- 15 giugno - Dmytro Zabirčenko, ex cestista e allenatore di pallacanestro ucraino
- 16 giugno - Jahsha Bluntt, ex cestista statunitense
- 16 giugno - Michael Bush, ex giocatore di football americano statunitense
- 16 giugno - Dimitri Cocciuti, autore televisivo italiano
- 16 giugno - Christian Dünnes, pallavolista tedesco
- 16 giugno - Jeon Hee-sok, schermitrice sudcoreana
- 16 giugno - Zane Kirchner, rugbista a 15 sudafricano
- 16 giugno - Eric Komeng, calciatore papuano
- 16 giugno - Emiri Miyasaka, modella giapponese
- 16 giugno - Yūki Nakashima, calciatore giapponese
- 16 giugno - Rick Nash, ex hockeista su ghiaccio canadese
- 16 giugno - Fard, rapper iraniano
- 16 giugno - Aleksej Nužnyj, regista russo
- 16 giugno - Elena Savel'eva, pugile russa
- 16 giugno - Marco Soares, ex calciatore portoghese
- 16 giugno - Steven Whittaker, allenatore di calcio e ex calciatore scozzese
- 17 giugno - John Gallagher Jr., attore e musicista statunitense
- 17 giugno - Luis Jiménez, ex calciatore cileno
- 17 giugno - Herman Mandole, allenatore di pallacanestro argentino
- 17 giugno - Allan Ray, ex cestista statunitense
- 17 giugno - Ilaria Salis, attivista e politica italiana
- 17 giugno - Si Tianfeng, marciatore cinese
- 17 giugno - Grégory Tanagro, giocatore di beach soccer francese
- 17 giugno - Chris Weidman, artista marziale misto statunitense
- 18 giugno - Sami Anbar, calciatore emiratino
- 18 giugno - Stefano Anceschi, velocista italiano
- 18 giugno - Ramon Dyer, ex cestista statunitense
- 18 giugno - Ndudi Ebi, ex cestista nigeriano
- 18 giugno - Janne Happonen, ex saltatore con gli sci finlandese
- 18 giugno - Josh Harding, ex hockeista su ghiaccio canadese
- 18 giugno - Ian Jones-Quartey, sceneggiatore, animatore e doppiatore statunitense
- 18 giugno - Laudo Liebenberg, attore e musicista sudafricano
- 18 giugno - Louis Poggi, ex calciatore francese
- 18 giugno - Eka Ramdani, calciatore indonesiano
- 18 giugno - Enrique Ramil, cantante, musicista e compositore spagnolo
- 18 giugno - Noor Sabri, calciatore iracheno
- 18 giugno - Fernanda Souza, attrice, conduttrice televisiva e cantante brasiliana
- 18 giugno - Ron Stam, ex calciatore olandese
- 18 giugno - Wilfredo Vázquez Jr., pugile portoricano
- 18 giugno - Ella Endlich, cantante, attrice e conduttrice televisiva tedesca
- 18 giugno - Frida Ånnevik, cantante norvegese
- 19 giugno - Birce Akalay, attrice, conduttrice televisiva e modella turca
- 19 giugno - Paul Dano, attore statunitense
- 19 giugno - Giorgio De Luca, ex sollevatore italiano
- 19 giugno - Wieke Dijkstra, hockeista su prato olandese
- 19 giugno - Luiz Fonteles, pallavolista brasiliano
- 19 giugno - Janusz Gancarczyk, calciatore polacco
- 19 giugno - Helen George, attrice britannica
- 19 giugno - Juliet-Jane Horne, modella scozzese
- 19 giugno - Mateus Galiano da Costa, calciatore angolano
- 19 giugno - Philipp Meysel, allenatore di sci alpino e ex sciatore alpino tedesco
- 19 giugno - Henri Munyaneza, ex calciatore ruandese
- 19 giugno - Jun Tamano, ex calciatore giapponese
- 19 giugno - Claudio Terzi, allenatore di calcio e ex calciatore italiano
- 19 giugno - Mario West, ex cestista statunitense
- 19 giugno - Luis Carlos dos Santos Martins, ex calciatore brasiliano
- 20 giugno - Hassan Adams, ex cestista statunitense
- 20 giugno - Steponas Babrauskas, ex cestista lituano
- 20 giugno - Sezer Badur, ex calciatore turco
- 20 giugno - Sebastian Berko, ex calciatore sloveno
- 20 giugno - Carlo Alberto Biazzi, regista, produttore cinematografico e scrittore italiano
- 20 giugno - Richard Eromoigbe, ex calciatore nigeriano
- 20 giugno - Amir Haddad, cantante francese
- 20 giugno - Roman Karimov, regista russo
- 20 giugno - Tyson Marsh, ex hockeista su ghiaccio canadese
- 20 giugno - Keith Moffatt, altista statunitense
- 20 giugno - Heiner Mora, ex calciatore costaricano
- 20 giugno - Natália Aparecida Mares Burian, cestista brasiliana
- 20 giugno - Katja Novitskova, artista estone
- 20 giugno - Jorge Ortiz, ex calciatore argentino
- 20 giugno - Johan Persson, allenatore di calcio e ex calciatore svedese
- 20 giugno - Kristen Schlukebir, ex tennista statunitense
- 20 giugno - Jarrod Smith, calciatore neozelandese
- 21 giugno - Alicia Alighatti, ex attrice pornografica statunitense
- 21 giugno - Milton Barros, ex cestista angolano
- 21 giugno - Radka Brožková, orientista ceca
- 21 giugno - Pape Diakhaté, allenatore di calcio e ex calciatore senegalese
- 21 giugno - Dragan Gajić, ex pallamanista sloveno
- 21 giugno - Boris Giltburg, pianista israeliano
- 21 giugno - Eric Hoffmann, ex calciatore lussemburghese
- 21 giugno - Gadeer Mreeh, politica e giornalista palestinese
- 21 giugno - Valentina Lanzieri, ex calciatrice italiana
- 21 giugno - Shiv Pandit, attore indiano
- 21 giugno - Michael Quiñónez, calciatore ecuadoriano
- 21 giugno - Erick Silva, artista marziale misto brasiliano
- 21 giugno - Zabit Səmədov, kickboxer azero
- 21 giugno - Nelson, regista e sceneggiatore indiano
- 22 giugno - Giōrgos Apostolidīs, cestista greco
- 22 giugno - Allen Barbre, giocatore di football americano statunitense
- 22 giugno - Arron Davies, ex calciatore gallese
- 22 giugno - Nicolas Godemèche, ex calciatore francese
- 22 giugno - Guo Wenjun, tiratrice a segno cinese
- 22 giugno - Dustin Johnson, golfista statunitense
- 22 giugno - Andrea Mantovani, ex calciatore italiano
- 22 giugno - José Manuel Rodríguez Morgade, ex calciatore spagnolo
- 22 giugno - Rubén Martínez, ex calciatore spagnolo
- 22 giugno - Yūki Ono, doppiatore e cantante giapponese
- 22 giugno - Sarah Reed, britannica († 2016)
- 22 giugno - Janko Tipsarević, allenatore di tennis e ex tennista serbo
- 22 giugno - Jessica White, modella statunitense
- 23 giugno - Akgul Amanmuradova, tennista uzbeka
- 23 giugno - Du Jing, giocatrice di badminton cinese
- 23 giugno - Duffy, cantante, compositrice e attrice britannica
- 23 giugno - Sébastien Grax, ex calciatore francese
- 23 giugno - Chris Grimm, ex cestista statunitense
- 23 giugno - Alexander Hauser, allenatore di calcio e ex calciatore austriaco
- 23 giugno - Manuel Iturra, ex calciatore cileno
- 23 giugno - Ville Kähkönen, ex combinatista nordico finlandese
- 23 giugno - Takeshi Matsuda, ex nuotatore giapponese
- 23 giugno - Drago Pašalić, ex cestista croato
- 23 giugno - Evan Patak, pallavolista statunitense
- 23 giugno - Matt Ryan, canottiere australiano
- 23 giugno - Levern Spencer, altista santaluciana
- 23 giugno - Verena Stuffer, ex sciatrice alpina italiana
- 24 giugno - Javier Ambrossi, attore, produttore televisivo e sceneggiatore spagnolo
- 24 giugno - Francis Bossman, ex calciatore ghanese
- 24 giugno - Chiara De Luca, ex cestista italiana
- 24 giugno - Michael Mathieu, velocista bahamense
- 24 giugno - James McPake, allenatore di calcio e ex calciatore scozzese
- 24 giugno - Christian Nagiller, ex saltatore con gli sci austriaco
- 24 giugno - Davide Orsini, sceneggiatore italiano
- 24 giugno - Andrea Raggi, ex calciatore italiano
- 24 giugno - J.J. Redick, ex cestista e allenatore di pallacanestro statunitense
- 25 giugno - Fatih Atık, ex calciatore francese
- 25 giugno - Guillermo Beltrán, calciatore paraguaiano
- 25 giugno - Lauren Bush, modella e stilista statunitense
- 25 giugno - David Chodounsky, ex sciatore alpino statunitense
- 25 giugno - Kay van Dijk, pallavolista olandese
- 25 giugno - Killian Donnelly, attore e cantante irlandese
- 25 giugno - Indigo, attrice statunitense
- 25 giugno - Reinaldo Kalari, allenatore di calcio, ex calciatore e ex giocatore di calcio a 5 albanese
- 25 giugno - Romano Lemm, hockeista su ghiaccio svizzero
- 25 giugno - Paul McDonald, ex sciatore alpino statunitense
- 25 giugno - Natalia Mrozińska, ex cestista polacca
- 25 giugno - Sanja Papić, modella serba
- 25 giugno - Melanie Wilson, canottiera britannica
- 26 giugno - Tatyana Ananko, ex ginnasta bielorussa
- 26 giugno - José Barea, ex cestista e allenatore di pallacanestro portoricano
- 26 giugno - Igor Bugaiov, ex calciatore moldavo
- 26 giugno - Raymond Felton, ex cestista statunitense
- 26 giugno - Ilaria Fontana, politica italiana
- 26 giugno - Mitja Gasparini, pallavolista sloveno
- 26 giugno - Christian Gauseth, ex calciatore norvegese
- 26 giugno - Hussain Hakem, calciatore kuwaitiano
- 26 giugno - Preslava, cantante bulgara
- 26 giugno - Priscah Jeptoo, maratoneta keniota
- 26 giugno - Lauren Lappin, giocatrice di softball statunitense
- 26 giugno - Anton Ljuboslavskij, pesista russo
- 26 giugno - Yūki Maki, ex calciatore giapponese
- 26 giugno - Aubrey Plaza, attrice e comica statunitense
- 26 giugno - Indila, cantautrice e compositrice francese
- 26 giugno - Francisco Tarantino, ex calciatore spagnolo
- 26 giugno - Flora Ugwunwa, atleta paralimpica nigeriana
- 26 giugno - Gabrielle Walcott, modella trinidadiana
- 26 giugno - Deron Williams, ex cestista statunitense
- 26 giugno - Eddie Wineland, artista marziale misto statunitense
- 27 giugno - Chelsea Aubry, ex cestista canadese
- 27 giugno - Bruno Cortez Cardoso, ex calciatore brasiliano
- 27 giugno - Kai Herdling, ex calciatore tedesco
- 27 giugno - José Holebas, ex calciatore tedesco
- 27 giugno - Gökhan Inler, dirigente sportivo e ex calciatore svizzero
- 27 giugno - Khloé Kardashian, personaggio televisivo, socialite e conduttrice televisiva statunitense
- 27 giugno - Emma Lahana, attrice e cantante neozelandese
- 27 giugno - Conor Lamb, politico statunitense
- 27 giugno - Kurt Morsink, ex calciatore costaricano
- 27 giugno - Julie Ordon, modella svizzera
- 27 giugno - Pedro Pacheco de Melo, ex calciatore portoghese
- 27 giugno - Gia Paloma, attrice pornografica e regista statunitense
- 27 giugno - Kiryl Paŭljučak, ex calciatore bielorusso
- 27 giugno - Boško Stupić, ex calciatore bosniaco
- 27 giugno - Tamara, cantante e chitarrista spagnola
- 28 giugno - Marcus Anthony, wrestler statunitense
- 28 giugno - Gosder Cherilus, giocatore di football americano haitiano
- 28 giugno - Tamara Ecclestone, modella e conduttrice televisiva britannica
- 28 giugno - Michael Fraser, ex cestista canadese
- 28 giugno - Francesca Gerardi, politica italiana
- 28 giugno - Micky Green, cantante australiana
- 28 giugno - Ivana Grubor, ex cestista serba
- 28 giugno - Samuel Holmén, calciatore svedese
- 28 giugno - Aleš Jeseničnik, ex calciatore sloveno
- 28 giugno - Miquel Martínez, ex calciatore spagnolo
- 28 giugno - Ramazan Özcan, ex calciatore austriaco
- 28 giugno - Old Fashioned Lover Boy, cantautore italiano
- 28 giugno - Andrij Pjatov, allenatore di calcio e ex calciatore ucraino
- 28 giugno - Anita Rachvelishvili, mezzosoprano georgiano
- 28 giugno - Orsolya Zsovár, ex cestista ungherese
- 29 giugno - Samuel Edney, ex slittinista canadese
- 29 giugno - Christopher Egan, attore australiano
- 29 giugno - Egreen, rapper italiano
- 29 giugno - Nikola Grubješić, ex calciatore serbo
- 29 giugno - Emil Hallfreðsson, ex calciatore islandese
- 29 giugno - Han Ji-hye, attrice e modella sudcoreana
- 29 giugno - Tomáš Jirsák, calciatore ceco
- 29 giugno - Éder Lima, giocatore di calcio a 5 brasiliano
- 29 giugno - Suzie Mathers, cantante e attrice australiana
- 29 giugno - Carla Medina, cantante e chitarrista messicana
- 29 giugno - Samir Merzić, ex calciatore bosniaco
- 29 giugno - Salmo, rapper, cantautore e attore italiano
- 29 giugno - Luiza Possi, cantante brasiliana
- 29 giugno - Goša Rubčinskij, stilista e fotografo russo
- 29 giugno - Natthaphong Samana, calciatore thailandese
- 29 giugno - Tanja Scholz, nuotatrice tedesca
- 29 giugno - Aleksandr Šustov, altista russo
- 30 giugno - Miles Austin, giocatore di football americano statunitense
- 30 giugno - Gabriel Badilla, calciatore costaricano († 2016)
- 30 giugno - Fantasia Barrino, cantante, compositrice e attrice statunitense
- 30 giugno - Daniele De Pandis, pallavolista italiano
- 30 giugno - Julie Engelbrecht, attrice tedesca
- 30 giugno - Terrell Everett, ex cestista statunitense
- 30 giugno - Alex Gasperoni, calciatore sammarinese
- 30 giugno - Grant Harvey, attore statunitense
- 30 giugno - Dax Harwood, wrestler statunitense
- 30 giugno - Dmitrij Ipatov, ex saltatore con gli sci russo
- 30 giugno - Ivan Koljević, cestista montenegrino
- 30 giugno - Yū Koshikawa, ex pallavolista giapponese
- 30 giugno - Johnny Leoni, ex calciatore svizzero
- 30 giugno - Gretchen Quintana, ex multiplista cubana
- 30 giugno - Bojidar Slavev, pallavolista bulgaro
- 30 giugno - Tunku Ismail Idris, principe e dirigente sportivo malese
- 30 giugno - David Ulm, ex calciatore francese